# Abercrombie River National Park
Abercrombie River National Park är en park i Australien.   Den ligger i delstaten New South Wales, i den sydöstra delen av landet, 140 kilometer norr om huvudstaden Canberra. Abercrombie River National Park ligger 785 meter över havet.
Terrängen runt Abercrombie River National Park är lite kuperad. Trakten runt Abercrombie River National Park är nära nog obefolkad, med mindre än två invånare per kvadratkilometer.. Närmaste större samhälle är Fullerton, 18,5 kilometer sydväst om Abercrombie River National Park. 
I omgivningarna runt Abercrombie River National Park växer huvudsakligen savannskog.